# Алекс Кольядо
Алекс Кольядо Гутьєррес (ісп. Álex Collado Gutiérrez, нар. 22 квітня 1999, Сабадель) — іспанський футболіст, півзахисник клубу «Реал Бетіс», на правах оренди грає за саудівський «Аль-Охдуд».
Виступав за юнацьку збірну Іспанії.

## Клубна кар'єра
Народився 22 квітня 1999 року в Сабаделі. Вихованець юнацьких команд футбольних клубів «Меркантіль», «Еспаньйол», а з 2010 року — академії «Барселони».
З 2016 року почав залучатися до лав другої команди «Барселони», в якій протягом трьох сезонів взяв участь у 77 матчах другого і третього іспанських дивізіонів. У переможному для головної команди каталонського клубу сезоні 2018/19 дебютував в іграх Ла-Ліги у її складі, провівши одну гру. Свою другу і останню гру за основу «Барселони» провів наступного сезону. Не входив до планів тренерського штабу головної команди, утім у березні 2021 року погодив продовження контракту з каталонцями до 2023 року. Попри це перед початком сезону 2021/22 не був включений до заявки ані основної, ані другої команди барселонців.
На початку 2022 року був відданий в оренду до «Гранади», у складі якої нарешті мав регулярну ігрову практику на рівні елітного іспанського дивізіону, а наступний сезон 2022/23 відіграв також як орендований гравець за «Ельче».
По хавершенні контракту з «Барселоною» влітку 2023 року уклав шестирічну угоду із клубом «Реал Бетіс». Утім вже за декілька днів було оголошено про його перехід на умовах однорічної оренди до саудівського «Аль-Охдуда».

## Виступи за збірну
2017 року провів одну гру у складі юнацької збірної Іспанії (U-19).

## Статистика виступів

### Статистика клубних виступів
Станом на 3 серпня 2023
| Сезон                   | Команда                 | Чемпіонат               | Чемпіонат | Чемпіонат | Національний кубок | Національний кубок | Національний кубок | Континентальні кубки | Континентальні кубки | Континентальні кубки | Інші змагання | Інші змагання | Інші змагання | Усього | Усього |
| Сезон                   | Команда                 | Ліга                    | Ігор      | Голів     | Ліга               | Ігор               | Голів              | Ліга                 | Ігор                 | Голів                | Ліга          | Ігор          | Голів         | Ігор   | Голів  |
| ----------------------- | ----------------------- | ----------------------- | --------- | --------- | ------------------ | ------------------ | ------------------ | -------------------- | -------------------- | -------------------- | ------------- | ------------- | ------------- | ------ | ------ |
| 2017–18                 | «Барселона Б»           | СД                      | 1         | 0         |                    | -                  | -                  |                      | -                    | -                    |               | -             | -             | 1      | 0      |
| 2018–19                 | «Барселона Б»           | СДБ                     | 36        | 5         |                    | -                  | -                  |                      | -                    | -                    |               | -             | -             | 36     | 5      |
| 2019–20                 | «Барселона Б»           | СДБ                     | 24        | 5         |                    | -                  | -                  |                      | -                    | -                    |               | -             | -             | 24     | 5      |
| 2020–21                 | «Барселона Б»           | СДБ                     | 16+6      | 6+2       |                    | -                  | -                  |                      | -                    | -                    |               | -             | -             | 22     | 8      |
| Усього за «Барселону Б» | Усього за «Барселону Б» | Усього за «Барселону Б» | 77+6      | 16+2      |                    | -                  | -                  |                      | -                    | -                    |               | -             | -             | 83     | 18     |
| 2018–19                 | «Барселона»             | ПД                      | 1         | 0         | КІ                 | -                  | -                  | ЛЧ                   | -                    | -                    | СІ            | -             | -             | 1      | 0      |
| 2019–20                 | «Барселона»             | ПД                      | 1         | 0         | КІ                 | -                  | -                  | ЛЧ                   | -                    | -                    | СІ            | -             | -             | 1      | 0      |
| Усього за «Барселону»   | Усього за «Барселону»   | Усього за «Барселону»   | 2         | 0         |                    | -                  | -                  |                      | -                    | -                    |               | -             | -             | 2      | 0      |
| січ.-черв. 2022         | «Гранада»               | ПД                      | 17        | 2         | КІ                 | -                  | -                  |                      | -                    | -                    |               | -             | -             | 17     | 2      |
| 2022–23                 | «Ельче»                 | ПД                      | 15        | 1         | КІ                 | 2                  | 0                  |                      | -                    | -                    |               | -             | -             | 17     | 1      |
| Усього за кар'єру       | Усього за кар'єру       | Усього за кар'єру       | 117       | 21        |                    | 2                  | 0                  |                      | -                    | -                    |               | -             | -             | 119    | 21     |

## Титули і досягнення
- Чемпіон Іспанії (1):

«Барселона»: 2018-2019